# Ali ibn Husajn (król Hidżazu)
Ali ibn al-Husajn al-Ali al-Haszimi (arab. ‏علي بن الحسين بن علي الهاشمي‎; ur. 1879, zm. 1935) – król Hidżazu i szarif Mekki w latach 1924–1925.

## Życiorys
Był synem szarifa Mekki, następnie króla Hidżazu Husajna ibn Alego i jego pierwszej żony Abidijji bint Abd Allah. Ukończył Liceum Galatasaray w Konstantynopolu. W 1916 wspólnie z ojcem walczył w powstaniu arabskim przeciwko Turkom. W latach 1916–1919 dowodził Południową Armią wojsk arabskich, a od 1919 do 1924 – Arabską Armią Hidżazu. Od 1916 do 1924 pełnił obowiązki wielkiego wezyra Hidżazu. W 1918 otrzymał tytuł emira Medyny.
Po zajęciu At-Ta’ifu przez armię Abd al-Aziza ibn Su’uda we wrześniu 1924 ojciec Alego, król Hidżazu Husajn ibn Ali, nakłoniony przez bliskich współpracowników, abdykował na rzecz najstarszego syna. Ali ibn Husajn został koronowany na króla Hidżazu 6 października 1924. Po ojcu przejął także tytuł szarifa Mekki, uznał się także za dziedzica tytułu kalifa muzułmanów, którym Husajn ogłosił się 6 marca 1924, wobec obalenia dynastii Osmanów w Turcji.
Armia Alego nie zdołała obronić Hidżazu przed ibn Su’udem. 5 grudnia dowodzeni przez niego wahhabici zajęli Mekkę. Ali ze swoimi siłami wycofał się do Dżuddy. Wbrew nadziejom króla Alego Brytyjczycy nie udzielili mu pomocy, a jedynie zaoferowali swoją mediację między walczącymi stronami. Zasugerowany przez nich układ był równoznaczny z kapitulacją Alego i odejściem dynastii Haszymitów z Hidżazu. 16 grudnia 1925 Ali opuścił Dżuddę. 8 stycznia 1926 królem Hidżazu ogłosił się ibn Su’ud. Dynastia Haszymitów formalnie nie zrezygnowała z pretensji do Hidżazu, za prawowitego władcę tego kraju uważał się w kolejnych latach emir Transjordanii, brat Alego Abd Allah.
Ali emigrował do Iraku, gdzie królem był inny z jego braci Fajsal, następnie przeniósł się do Jordanii. Kilkakrotnie pełnił obowiązki regenta, gdy nieobecny w kraju był jego brat, król Abd Allah. Zmarł w Bagdadzie w 1935 i tam też został pochowany w królewskim mauzoleum.

## Rodzina
W 1906 ożenił się z Nafissą bint Abd Allah, córką Abd Allaha ibn Muhammada Paszy, emira Mekki. Mieli pięcioro dzieci:
- księżniczkę Chadijję (1907–1958); nie wyszła za mąż,
- księżniczkę Aliję (1911–1950); wyszła za mąż za swojego kuzyna Ghaziego ibn Fajsala, króla Iraku, w latach 1934–1939 była królową Iraku;
- księcia Abd al-Ilaha (1913–1958); w latach 1943–1953 był regentem Iraku przy małoletnim królu Fajsalu II;
- księżniczkę Badię (1920–1949); wyszła za mąż za szarifa Husajna ibn Alego beja;
- księżniczkę Dżalilę (1923–1955); wyszła za mąż za szarifa Ahmada Hazima beja[1].